# Chorloogijn Tjojbalsan
För staden, se Tjojbalsan (stad)
Chorloogijn Tjojbalsan (fil), född 8 februari 1895 i Bajan Tümen (nuvarande Tjojbalsan), död 26 januari 1952 i Moskva, var en mongolisk kommunistisk politiker och Mongoliska Folkrepublikens regeringschef från 1939 fram till sin död.
Tjojbalsan utbildade sig först till lamabuddhistisk munk, men begav sig efter den ryska revolutionen till Sibirien där han tog kontakt med ryska revolutionärer. 1921 förenade han sig med Damdiny Süchbaatar i Mongoliska folkets revolutionära parti. Tjojbalsan deltog i det inbördeskrig som skulle frigöra Mongoliet från Kina och upprätta formell självständighet under sovjetiskt beskydd.
Han blev ledamot i den kommunistiska regeringen på 1920-talet och vid slutet på 1930-talet hade han genom utrensningar lyckats etablera sig som Mongoliets diktator. Under hans regim genomfördes i samarbete med Sovjetunionen en systematisk utrotningspolitik gentemot den gamla mongoliska överklassen och åren 1937-38 beräknas 20 474 personer ha mördats i utrensningarna. Särskilt det buddhistiska prästerskapet drabbades hårt och hundratals kloster förstördes. Han var också föremål för en intensiv personkult under sin livstid och framställdes som "Mongoliets Stalin". 1941 döptes Bayan Tümen, Mongoliets fjärde största stad, om till Tjojbalsan.
- Wikimedia Commons har media som rör Chorloogijn Tjojbalsan.